# 楊孫西
楊孫西，大紫荊勳賢，GBS，JP（1938年11月9日—），男，福建石獅人，菲律賓華僑，香江國際集團創辦人董事長及首席執行官。除此之外，還是王氏國際集團有限公司、通達集團控股有限公司獨立非執行董事以及民建聯監委會主席。

## 公職
楊孫西生於福建石獅，為菲律賓華僑，有一名胞弟楊聖敦，是香江國際集團高層。楊孫西於1950年隨母親移居香港，早年就讀香島中學，歷任港事顧問、香港特別行政區第一屆政府推選委員會委員、全港各工业区工商联合会会长、九龙东区各界联合会会长、香港毛织出口厂商会副会长、福建省政協常委、全國政協常委、香港中華總商會会董、香港中華廠商聯合會永遠名譽會長、中國和平統一促進會會員。他的香江國際集團涉足紡織、玩具、房地產、通訊科技。

## 家庭
楊氏已婚，有一子兩女（楊莉珊、楊華勇、楊莉瑤）。此外，他還有侄子楊華煜、楊華煬、楊華翰、侄女楊華婷、楊華嫣、楊華琦。

## 外部連結
- 楊孫西 白手興家 建跨國集團 文匯報 （页面存档备份，存于）
- 香江國際集團 （页面存档备份，存于）